# José Vieira Machado
José Vieira Machado (Paraíba do Sul, 5 de dezembro de 1899 — Rio de Janeiro, 3 de março de 1977) foi um político brasileiro.
Foi Ministro da Fazenda no governo de Eurico Gaspar Dutra, assumindo o ministério interinamente, de 15 de setembro a 21 de novembro de 1947.